# Baltic Cup 1972
Baltic Cup 1972 – turniej towarzyski Baltic Cup 1972, odbył się w dniach 21 - 23 lipca 1972 roku w Estonii. Był to szesnasty turniej piłkarski po aneksji krajów bałtyckich przez ZSRR. W turnieju tradycyjnie wzięły udział trzy zespoły:drużyna gospodarzy, Litwy i Łotwy. 

## Mecze
| 21 lipca |  | Estonia | 5 | - | 1 | Łotwa B |

| 22 lipca |  | Litwa B | 1 | - | 0 (0-0) | Łotwa B |

| 23 lipca |  | Estonia | 0 | - | 0 | Litwa |

## Końcowa tabela
| M | Reprezentacja | L.m. | Zw. | Rem. | Por. | Bramki | R.br. | Pkt |
| 1 | Estonia       | 2    | 1   | 1    | 0    | 5:1    | +4    | 3   |
| 2 | Litwa B       | 2    | 1   | 1    | 0    | 1:0    | +1    | 3   |
| 3 | Łotwa B       | 2    | 0   | 0    | 2    | 1:6    | -5    | 0   |

Triumfatorem turnieju Baltic Cup 1972 został zespół Estonii.